# ناقارا
ناقارا (ناغارا) (ترکی آذربایجانی: nağara, ارمنی: Դհոլ، گرجی: დოლი) از سازهای قدیمی و کوبه‌ای مردمان آذربایجانی در جمهوری آذربایجان و ایران (به ویژه در استان آذربایجان شرقی) و ارمنستان است، هرچند امروزه در سراسر کشورهای حوزه قفقاز و ترکیه شاهد رواج آن هستیم. 

## تاریخچه
ناقارا ساز قدیمی آذربایجانی است که هم در جمهوری آذربایجان و هم در مناطق آذربایجان شرقی ایران نواخته می شده است. استاد وحید اسداللهی روایت می کند که در کودکی خود شاهد ناقارا‌نوازی نوازنده‌ای هشتاد ساله به نام سلیمان در تبریز بوده که وی می‌گفته از کودکی نواختن این ساز را آغاز کرده، و این مشاهدات، تاریخ رواج نواختن این ساز در آذربایجان ایران را تا حدود ۱۲۷۰ خورشیدی و اواخر دوران سلطنت ناصرالدین‌شاه قاجار عقب می‌برد. همچنین عکسی از «موزه مردم شناسی و قوم شناسی» آکادمی علوم روسیه، دسته نوازندگان ارمنی در تفلیس (پیش از سال ۱۹۰۰) را نشان می‌دهد و حکایت از رواج تاریخی این ساز در منطقه قفقاز در آن دوران دارد.
ناقارا یکی از مهم‌ترین سازهای پوست‌صداست، متشکل از استوانه‌ای معمولاً چوبی و در موارد پلاستیکی (سازهای مشقی) که بر دو سر دهانه آن پوست کشیده‌اند. پوست که در هر طرف دور طوقه فلزی دوخته شده، با طناب به بدنه استوانه‌ای وصل می‌شود. گفتنی‌ست در نوازندگی‌های حرفه‌ای‌تر از این طناب‌ها برای تغییر دادن کوک ساز هم استفاده می‌شود. روی بدنه ساز سه سوراخ برای ورود و خروج هوای داخل ساز تعبیه شده است.
ناقارا در قدیم به دو صورت وجود داشته است:
۱- «ناقارای بزرگ» با قطر دهانه ۳۴-۳۵ سانتی‌متر و ارتفاع ۳۱ سانتی‌متر که امروزه در ارکسترها و آنسامبل‌ها به کار می‌رود.
۲- «ناقارای کوچک» با قطر دهانه ۳۰-۳۲ سانتی‌متر، که همچنان نقش همراهی برای رقص‌های آذربایجانی را دارد.
این ساز تا پیش از تحول نوازندگی با دست، جزو سازهای محلی، و از آن پس بسته به مورد استفاده جزو سازهای محلی و شهری به شمار می‌رود. ناقارا، هم ساز همنوازی (به همراه سرنا، ارکسترهای آذربایجانی و سمفونیک) و هم ساز تکنوازی است. در ایران تا همین اواخر، نوازندگی از این ساز به دلیل نبود ارکسترها ، بیشتر محدود به مجالس عروسی و جشن‌ها بود

## شیوه نوازندگی
شیوه نوازندگی قدیمی با چوب و ترکه، مانند نوازندگی سازهای خانواده دهل است، که چوب (مضراب) در دست غالب و ترکه در دست غیر‌غالب قرار گرفته و ساز با بند از گردن یا کتف نوازنده آویزان می‌شود.
با ورود این ساز به ارکسترها، شیوه نوازندگی با دست روی این ساز اعمال می‌شود، بدین‌صورت که ساز از روی کتف، به حالتی مایل روی پای غیرغالب نوازنده قرار می‌گیرد، و تکنیک های نوازندگی نیز در مراحلی سه‌گانه روی این ساز تکامل می‌یابد:
در مرحله اول، کمی پس از آغاز قرن چهاردهم خورشیدی، نوازندگان تنها به اجرای تکنیک های ساده با تُم، کناره (گِراخ) و پِلِنگ (چیرتمه) می‌پردازند، ولی  تثبیت بیشتر این ساز در ارکسترهای جمهوری آذربایجان، موجب تعویض پوست طبیعی با پلاستیک می شود که عملاً ان اجرای انواع ریز و ترمولو و پِلِنگ  را ممکن می‌سازد. با هرچه حرفه‌ای‌تر شدن اجرا، ناقارا بیش از پیش نقش تک‌نواز به خود می‌گیرد. در تحول سوم، در دو دهه انتهای قرن چهاردهم خورشیدی، با اضافه شدن تکنیک های اجرایی سازهای پوست‌صدای دیگرِ فرهنگ‌ها (که جزو تکنیک‌های اجرایی اصلی و کلاسیک ناقارا نیست) هرچه بیشتر بر قابلیت‌های اجرایی ناقارا می‌افزاید. جالب آنکه نواختن ناقارا در ایران در مواردی شکلی تخصصی‌تر از جمهوری آذربایجان پیدا کرده است: برای نمونه، استفاده بیشتر از چیرتمه‌ها و ریز‌چیرتمه‌ها در استان آذربایجان شرقی ایران نسبت به جمهوری آذربایجان، که بنا به نظر استاد اسداللهی تحت تاثیر تکنیک‌های پیچیده ریز و پِلِنگ دایره است.

## تاثیرات فرهنگی
یک ضرب‌المثل معروف در زبان ترکی آذربایجانی هست، که می‌گوید (به ترکی آذربایجانی: Toydan sonra nağara) ← (به فارسی: بعد از عروسی ناقارا؟)؛ اشاره به موضوعی می‌شود که کسی کاری را در زمان مشخص آن به انجام نمی‌رساند.

## نگارخانه

ناقارا در جمهوری آذربایجان
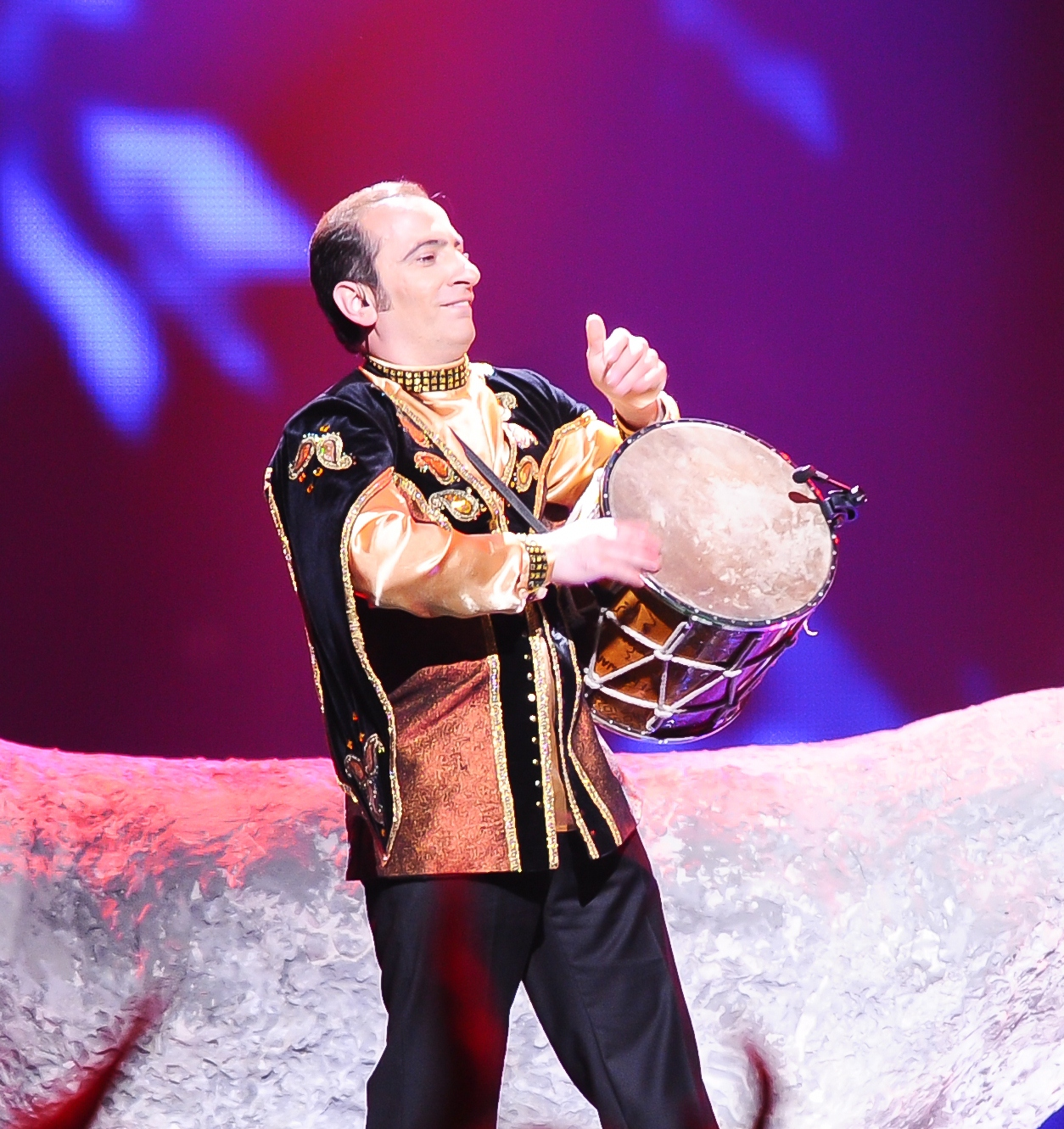
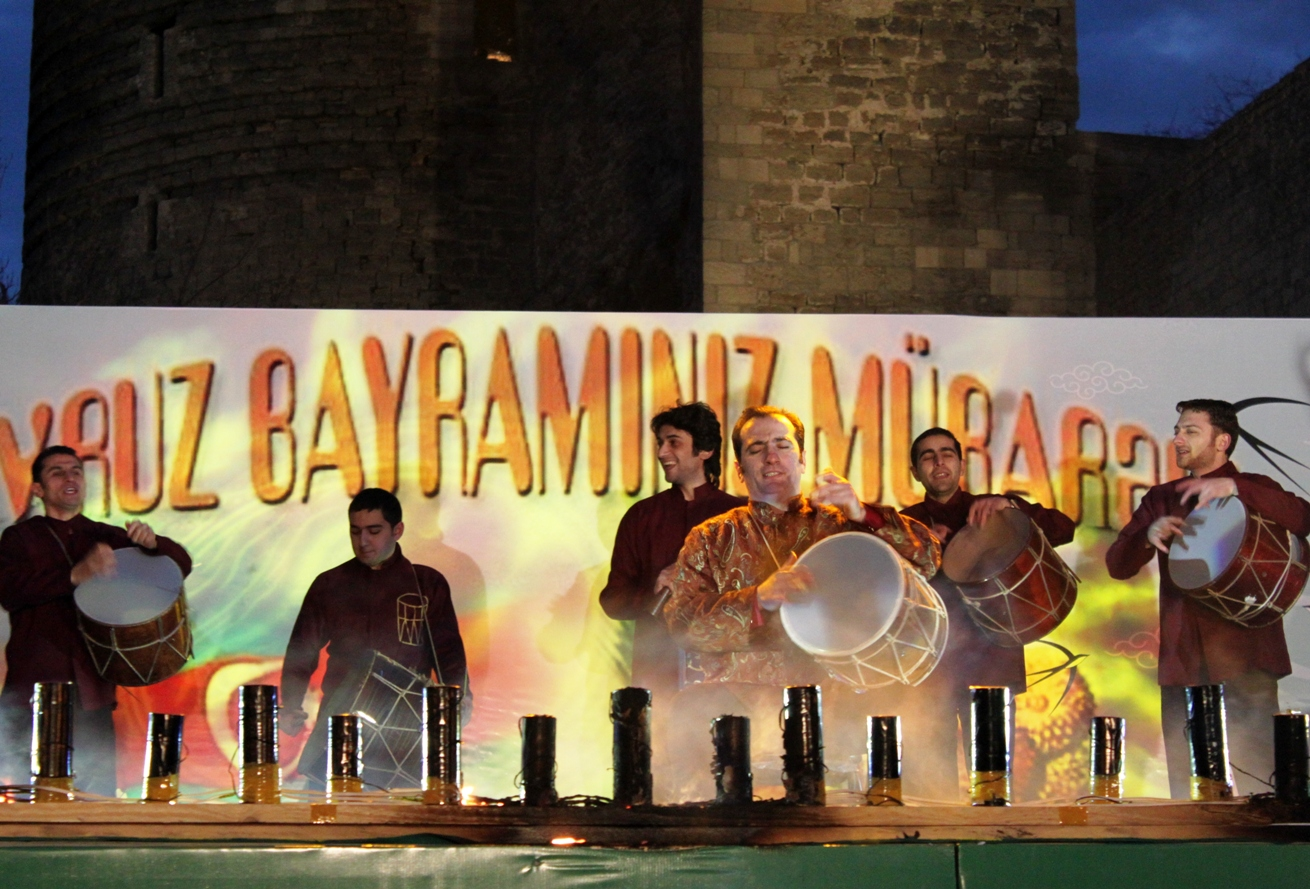